# Berufsverband niedergelassene Gefäßchirurgie
Der Berufsverband niedergelassene Gefäßchirurgie (BNG) ist ein Verband von Gefäßchirurgen und Gefäßmedizinern aus dem Gebiet der Bundesrepublik Deutschland. Der Verband vertritt die Interessen von niedergelassenen Gefäßmedizinern in der Berufspolitik, beispielsweise gegenüber der Kassenärztlichen Bundesvereinigung (KBV) oder der Bundesärztekammer. Die Mitglieder sind als niedergelassene Fachärzte vorwiegend im ambulanten Bereich tätig und versorgen gemeinsam mehr als eine Million Patienten pro Jahr. Als Beleg-, Honorar- oder Konsiliararzt nimmt ein Teil der Mitglieder an der stationären gefäßchirurgischen Versorgung in Krankenhäusern teil. Die Rechtsform ist eingetragener Verein.
Eine enge Bindung des BNG besteht zur wesentlich größeren Deutschen Gesellschaft für Gefäßchirurgie und Gefäßmedizin (DGG), wo Mitglieder des BNG die Interessen der niedergelassenen Gefäßchirurgen im Vorstand vertreten und in Fachkommissionen für verschiedene gefäßmedizinische Themen wie beispielsweise Phlebologie, pAVK oder Qualitätssicherung und Patientensicherheit mitarbeiten.
Im Rahmen der integrierten Versorgung ist der BNG in Nordrhein-Westfalen Vertragspartner einer gesetzlichen Krankenkasse zur Durchführung von ambulanten Eingriffen.

## Entstehung
Der Berufsverband niedergelassene Gefäßchirurgie entstand im Jahr 1987, als sich Gefäßchirurgen der DGG neu mit ihrem Fachgebiet niedergelassen hatten und in loser Struktur zusammenschlossen. Zuvor waren spezialisierte gefäßchirurgische Praxen in Deutschland nicht üblich. Im Jahr 1995 fand die erste Eintragung in ein Vereinsregister statt, mit Sitz in Berlin erfolgte dies am Amtsgericht Charlottenburg. Bezeichnung der Vereinigung war zunächst "Arbeitsgemeinschaft niedergelassener Gefäßchirurgen (ANG)" und später ab 2015 "Arbeitsgemeinschaft der niedergelassenen Gefäßchirurgen und Gefäßmediziner Deutschlands (ANG)". Viele Jahre wurde die Arbeit der ANG von Thomas Noppeney und Helmut Nüllen geprägt, die beide mehrere gefäßmedizinische Fachbücher veröffentlichten.
Aufgrund wachsender berufspolitischer Tätigkeit erfolgte im Jahr 2024 die Umbenennung zur heutigen Bezeichnung „Berufsverband niedergelassene Gefäßchirurgie“ und der Sitz wurde nach Düsseldorf verlegt.

## Ziele und Tätigkeiten
- Vertretung der berufspolitischen Interessen niedergelassener Gefäßchirurgen und Gefäßmediziner.
- Organisation und Durchführung von Fortbildungsveranstaltungen bzw. Tagungen für Gefäßchirurgen und Gefäßmediziner.
- Verbesserung der ambulanten gefäßmedizinischen Versorgung in Deutschland.
- Unterstützung von Gefäßchirurgen und Gefäßmedizinern bei der Niederlassung.